# Llorenç Cladera Caimari
Llorenç Cladera Caimari, (Sa Pobla, S. XIX) metge militar que participà activament en la polèmica sobre els xuetes promoguda per Josep Tarongí Cortès mitjançant articles al periòdic El Anunciador de Palma. Dedica bona part dels seus comentaris a l'ultramuntanisme del periòdic madrileny El Siglo futuro i especialment a Antonio Vallbuena, que fou especialment agressiu contra Tarongí.